# Musik aus Zeit und Raum
Musik aus Zeit und Raum – album kompilacyjny Jeana-Michela Jarre’a wydany w 1983 roku przez wytwórnię Polydor.

## Utwory
1. „Oxygene IV” – 4:06
2. „Equinoxe V” – 3:54
3. „Oxygene II” – 7:37
4. „Magnetic Fields II” – 3:59
5. „Arpegiator” – 6:53
6. „Magnetic Fields” I – 3:10
7. „Orient Express” – 4:22
8. „Equinoxe IV” – 3:30
9. „Oxygene VI” – 6:24
10. „Magnetic Fields IV” – 6:17
11. „Equinoxe III” – 5:09
12. „Equinoxe I” – 2:25
13. „Magnetic Fields V” – 3:28